# Vassy (tổng)
Tổng Vassy là một tổng thuộc tỉnh Calvados trong vùng Normandie.
Tổng này được tổ chức xung quanh Vassy ở quận Vire. Độ cao khu vực này dao động từ 103 m (Vassy) đến 302 m (Viessoix) với độ cao trung bình 193 m.

## Hành chính
| Giai đoạn     | Ủy viên         | Đảng | Tư cách          |
| ------------- | --------------- | ---- | ---------------- |
| 1980 - 2008   | Pierre Geoffroy | DVD  | Thị trưởng Vassy |
| 2008 - actuel | Michel Roca     | SE   | Thị trưởng Vassy |

## Các đơn vị trực thuộc
Tổng Vassy gồm 14 xã với dân số 5 420 người (điều tra dân số năm 1999, dân số không tính trùng)
| Xã                     | Dân số | Mã bưu chính | Mã insee |
| ---------------------- | ------ | ------------ | -------- |
| Bernières-le-Patry     | 502    | 14410        | 14065    |
| Burcy                  | 346    | 14410        | 14113    |
| Chênedollé             | 221    | 14410        | 14156    |
| Le Désert              | 87     | 14350        | 14222    |
| Estry                  | 336    | 14410        | 14253    |
| Montchamp              | 521    | 14350        | 14442    |
| Pierres                | 199    | 14410        | 14503    |
| Presles                | 244    | 14410        | 14521    |
| La Rocque              | 89     | 14410        | 14539    |
| Rully                  | 203    | 14410        | 14549    |
| Saint-Charles-de-Percy | 170    | 14350        | 14564    |
| Le Theil-Bocage        | 239    | 14410        | 14686    |
| Vassy                  | 1.649  | 14410        | 14726    |
| Viessoix               | 614    | 14410        | 14746    |

## Biến động dân số
| 1962                                                     | 1968  | 1975  | 1982  | 1990  | 1999  |
| -------------------------------------------------------- | ----- | ----- | ----- | ----- | ----- |
| 6 131                                                    | 5 769 | 5 271 | 5 398 | 5 363 | 5 420 |
| Nombre retenu à partir de 1962 : dân số không tính trùng |       |       |       |       |       |